# Jürgen Wolf (Cellist)
Jürgen Wolf (* 31. Juli 1938 in Braunschweig; † 12. Juni 2014 in Skövde (Schweden)) war ein deutscher Cellist, Dirigent und Musikpädagoge.

## Leben und Werk
Jürgen Wolf wurde als Cellist in Berlin und in Bern bei Rudolf von Tobel sowie in Kursen bei Pau Casals ausgebildet.
Er war aktiv als Solocellist in Ulm, Karlsruhe, Heidelberg und Ludwigshafen. Von  1972 bis 1999 wirkte er als Solocellist bei den Düsseldorfer Symphonikern. Er unternahm als Cellist weltweite Konzertreisen. Nach seiner Ausbildung als Dirigent in Tschechien gründete er 1993 das „Serenaden-Kammerorchester“.
Jürgen Wolf war über große Phasen seines Lebens auch als Musikpädagoge tätig. Er lehrte an der Städtischen Musikschule Düsseldorf. Er wirkte als Dozent an der  Robert-Schumann-Hochschule Düsseldorf und der Folkwang-Hochschule in Essen. Er gab Meisterkurse in England, den Vereinigten Staaten, in Frankreich, der Schweiz, in Schweden und Italien. Er gab zahlreiche Lehrwerke, Orchesterstudien und Kammermusiken und die Offenbach-Cello Edition (seit 1978 im Musikverlag Zimmermann, Frankfurt) heraus.
1996 übernahm Jürgen Wolf die Leitung des Sinfonieorchesters der Philharmonischen Gesellschaft Düsseldorf und hielt diese Position bis 2005.
Jürgen Wolf starb am 12. Juni 2014 in Skövde (Schweden) und wurde in Lerdala (Schweden) beigesetzt.